# Concurso internacional de execução musical de Genebra
O Concurso internacional de execução musical de Genebra, é um conceituado concurso de música clássica realizado anualmente na cidade de Genebra.
Este concurso foi criado em 1939 com o nome Concours international d'exécution musicale de Genève (CIEM).